# アンネリ・ドレッカー

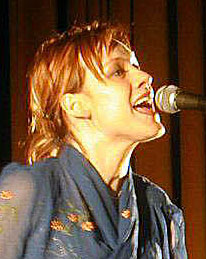
アンネリ・ドレッカー（2001年）

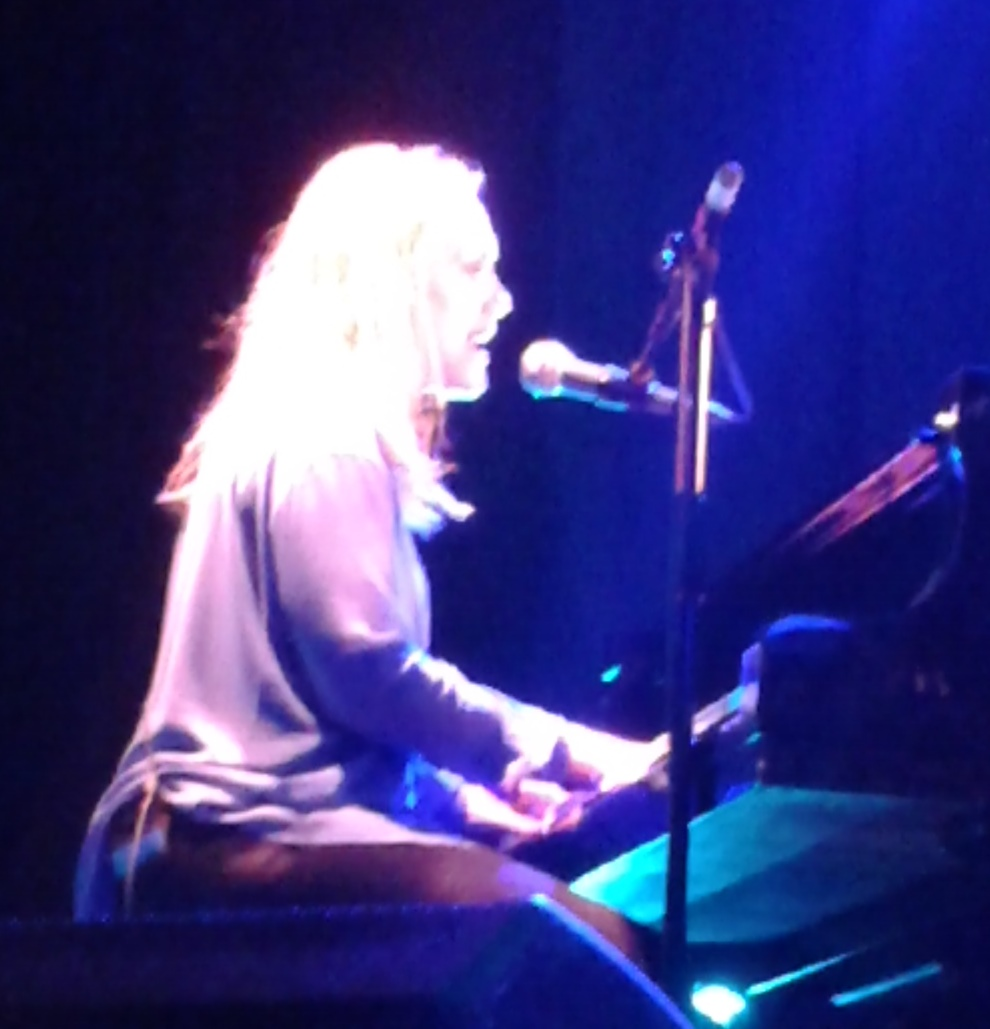
アンネリ・ドレッカー（2015年）

アンネリ・ドレッカー（Anneli Drecker、1969年2月12日 - ）は、ノルウェー・トロムソ出身の歌手。オルタナティヴ・バンド「ベル・カント」のボーカリスト。
1985年にベル・カントのメンバーとして活動を開始。ここ数年はソロ活動が多く、同郷のバンドであるa-haのツアーに同行したり、ロイクソップのアルバムなどにゲスト参加している。

## ディスコグラフィ

### ソロ・アルバム
- Tundra (2000年、EMI Music)
- Frolic (2005年、Capitol)
- Rocks and Straws (2015年、Rune Grammofon)
- Revelation for Personal Use (2017年、Rune Grammofon)

### ベル・カント
- 『ホワイト・アウト・コンディション』 - White-Out Conditions (1987年、Crammed Discs)
- 『バーズ・オブ・パッセージ』 - Birds of Passage (1989年、Crammed Discs)
- 『シマーリング、ウォーム&ブライト』 - Shimmering, Warm and Bright (1992年、Crammed Discs)
- 『マジック・ボックス』 - Magic Box (1996年、Lava/Atlantic)
- Rush (1996年、EMI)
- Retrospect (2001年、WEA) ※コンピレーション
- Dorothy's Victory (2002年、EMI)

### 参加アルバム
- 松井常松 : 『よろこびのうた』 - Song Of Joy (1989年、EMIミュージックジャパン)
- フォーリン・アフェアー : 『イースト・オン・ファイヤー』 - East On Fire (1989年、Crammed Discs)
- エクトル・ザズー : 『サハラ・ブルー』 - Sahara Blue (1992年、Crammed Discs)
- ジャー・ウォブルズ・インベイダーズ・オブ・ザ・ハート : 『テイク・ミー・トゥ・ゴッド』 - Take Me To God (1994年、Island)
- モーターサイコ : Timothy's Monster (1994年、EMI Music)
- Music Channel : Mantra For Peace (1995年、Warner Elektra Atlantic)
- INORAN : 『想』 - Sou (1997年、Lastrada)
- Various Artists : Sing A Song For You: Tribute To Tim Buckley (2000年、Manifesto) ※with サイモン・レイモンド。「Morning Glory」に参加
- ケティル・ビヨルンスタ : 『グレイス』 - Grace (2001年、EmArcy) ※ライブ
- ロイクソップ : 『メロディーA.M.』 - Melody A.M. (2001年、Wall of Sound)
- a-ha : 『ライフラインズ』 - Lifelines (2002年、Warner Elektra Atlantic)
- ケティル・ビヨルンスタ : The Nest (2003年、Emarcy)
- アポプティグマ・ベルツァーク : You and Me Against the World (2005年、GUN)
- コンプロット・ブロンズウィック : Tome 2 1987 - 1995 (2008年、Infrastition)
- ロイクソップ : 『ジュニア』 - Junior (2009年、Wall of Sound)
- ケティル・ビヨルンスタ : A Suite Of Poems (2018年、ECM)